# کولمن (تگزاس)
کولمن، تگزاس(به انگلیسی: Coleman, Texas) شهری در ایالت تگزاس از ایالات جنوبی ایالات متحده آمریکا است. در سرشماری سال ۲۰۰۰، جمعیت این شهر ۵۱۲۷ نفر اعلام شد.